# Sorin Dimitriu
Petre Sorin Dimitriu (n. 28 aprilie 1945) este un deputat român în legislatura 1996-2000, ales în județul Hunedoara pe listele partidului PNȚCD. În cadrul activității sale parlamentare, Sorin Dimitriu a fost membru în grupurile parlamentare de prietenie cu Republica Arabă Egipt și Republica Iugoslavă Macedonia. Între 2008 și 2019 era președintele Camerei de Comerț și Industrie a Municipiului București, funcție abandonată în anul 2019 prin demisie, ca urmare a problemelor sale cu legea penală. La data de 25 septembrie 2019 era condamnat penal definitiv la pedeapsă de 2 ani și 8 luni închisoare cu suspendare, pentru concurs de infracțiuni legat de activitatea sa în calitate de președinte al Camerei bucureștene.

## Condamnare penală
Sorin Dimitriu a fost condamnat defintiv la 2 ani și 8 luni de închisoare cu suspendare, în 2019.